# Alienosternus solitarius
Alienosternus solitarius är en skalbaggsart som först beskrevs av Pierre Émile Gounelle 1909.  Alienosternus solitarius ingår i släktet Alienosternus och familjen långhorningar. Inga underarter finns listade i Catalogue of Life.